# Operacja Harmattan
Operacja Harmattan – francuska operacja wojskowa w ramach międzynarodowej operacji reagowania kryzysowego pod auspicjami ONZ w trakcie wojny domowej w Libii zmierzająca do zapewnienia przestrzegania rezolucji Rady Bezpieczeństwa ONZ nr 1973. Operacja Harmattan trwała w dniach 19-31 marca 2011, następnie lotnictwo francuskie brało udział w interwencji nad Libią w ramach operacji Unified Protector.